# Schweriner Bilderhandschrift
Die Schweriner Bilderhandschrift, nach ihrem Inhalt auch Die Mecklenburger Fürstendynastie und ihre legendären Vorfahren ist eine 1526 datierte Bilderhandschrift, die sich im Landeshauptarchiv Schwerin befindet.

## Geschichte
Herzog Heinrich V. Der Friedfertige von Mecklenburg hegte ein großes Interesse an seiner Familientradition. In seiner Regierungszeit diente ihm der Gelehrte Nicolaus Marschalk, der dem Herzog 1520/21 ein Chronicon der mecklenburgischen Regenten erarbeitete. Es folgte ein Annalium Herulorum ad Vadalorum libri septem (Annalen der Heruler und Vandalen) in dem Marschalk dem Herzog eine Ahnenreihe erstellt, die mit dem Amazonenspross Anthyrius, einem Kriegsherrn Alexanders des Großen beginnt. Dieser Anthyrius (I.) ist in der Ahnenreihe der erste von 36 „Königen der Obotriten“ bis hin zu Pribislaw, ihnen folgen 14 Fürsten, bzw. Herzöge von Mecklenburg. In der aktuellen Geschichtsschreibung sind jedoch lediglich die Slawenfürsten ab der Nummer 27 bis 36 historisch mit Fakten zu belegen. Die „Fälschung“ der Ahnenreihe durch Marschalk wurde bereits im 18. Jahrhundert nachgewiesen. Die Folge der seit dem letzten Slawenfürsten Niklot regierenden Fürsten und Herzöge ist nicht vollständig (vergleiche hierzu die Stammliste des Hauses Mecklenburg).
Die Bilderhandschrift, die dem Hofmaler Erhard Altdorfer zugeschrieben wird, gelangte aus dem Besitz des Fürstenhauses in das Großherzogliche Archiv, dem heutigen Landeshauptarchiv Schwerin. Zur 1000-Jahr-Feier Mecklenburgs im Jahr 1995 erschien im Verlag Edition Temmen eine im Format verkleinerte Druckausgabe, der zu den einzelnen Seiten die passenden Texte aus den „Annalen“ Marschalks beigegeben sind.  Es wird heute vermutet, dass beides – die Annalen und die Bilderhandschrift – in engem Zusammenhang stehen.

## Beschreibung
Die Bilderhandschrift ist in lederbezogene Holzdeckel gebunden, die dem Alter entsprechend abgewetzt und beschädigt sind. Der Einband hat das Format von 38,2 × 26,3 cm. In chronologischer Folge sind auf je einem Blatt in sehr guter Erhaltung und Farbigkeit die 36 Obotritenkönige und 14 Fürsten mit ihren Ehefrauen dargestellt. Die ganzfigurig gezeichneten Personen sind einander zugewandt, unter ihren Füßen ist das jeweils zugehörige Wappen abgebildet. Es ist offensichtlich, dass die Gesichter keine authentischen Porträts der Dargestellten sind, sie dienen lediglich zur Illustration der Ahnenreihe. 
Die nahezu fehlende geschichtliche Relevanz macht die Schweriner Bilderhandschrift für Historiker uninteressant, sie ist jedoch ein kultur- und kunsthistorisch wertvolles Zeugnis des 16. Jahrhunderts.

## Die Ahnenreihe
| Nr.  | Name                                                            | Ehefrau                                                                          | Anmerkungen |
| ---- | --------------------------------------------------------------- | -------------------------------------------------------------------------------- | --- |
| 1    | Anthyrius, Sohn einer Amazone, oberster Hauptmann von Alexander | Symbulla, vom königlichen Stamm der Goten                                        | aus dem Stamm der Heruler, soll nach Alexanders Tod von in dessen Gefolge befindlichen Obotriten zu ihrem Fürsten (König) erwählt worden sein und nach der Rückkehr die Burg Megalopolis begründet haben                                                                       |
| 2    | Anavas, Sohn von Anthyrius                                      | Orethya, Königstochter der Sarmaten                                              | Marschalk lokalisiert den Herkunftsstamm der Ehefrau im heutigen Polen; soll vier Kinder hinterlassen haben |
| 3    | Alimer, Sohn von Anavas                                         | Ida von Rügen                                                                    | regierte angeblich 75 Jahre und hat viele Kinder hinterlassen |
| 4    | Anthyrius III., Sohn von Alimer                                 | Marina von Dänemark                                                              | starb angeblich nach 62 Jahren Regentschaft |
| 5    | Huterus, Sohn von Anthyrius II.                                 | Judith von Finnland                                                              | starb angeblich im 69. Jahr seiner Regentschaft |
| 6    | Visilaus I., Sohn von Huterus                                   | Tiburina von Norwegen                                                            | regierte angeblich 56 Jahre |
| 7    | Vitislaus, Sohn von Visilaus                                    | Anarnia, Königstochter der Goten                                                 | regierte angeblich 36 Jahre |
| 8    | Alaric I., Sohn von Vitislaus                                   | Bella, Königstochter von Ubien                                                   | regierte angeblich 35 Jahre |
| 9    | Dietrich, Sohn von Alaric                                       | Diana von Trier                                                                  | regierte angeblich 39 Jahre |
| 10   | Thenerich, Sohn von Dietrich                                    | Bigonna, Königstochter der Thurier                                               | regierte angeblich 36 Jahre |
| 11   | Alberich, Sohn von Thenerich                                    | Diomeda, Königstochter der Sarmaten                                              | eroberte angeblich auch Schweden und der Goten Königreich, soll 55 Jahre regiert haben |
| 12   | Visimar, Sohn von Alberich                                      | Amalasunta von Sachsen                                                           | soll Zeitgenosse Konstantins gewesen sein und in seiner 48-jährigen Regierungszeit Wismar gegründet haben |
| 13   | Misislaus, Sohn von Visimar                                     | Belga von Trier                                                                  | angeblich ein mächtiger König der Sarmater und Goten |
| 14   | Radagast, Sohn von Misislaus                                    | Celia von Ungarn                                                                 | soll um das Jahr 400 gelebt haben und ein großer Kriegsheld gewesen sein |
| 15   | Corsico, Sohn von Radagast                                      | Flora, Fürstentochter aus der Picardie                                           | soll in einem Bündnis mit den Hunnen gestanden haben und zeitweise ganz Mitteleuropa beherrscht haben, starb angeblich nach 45 Jahren Regentschaft |
| 16   | Fredebald, Sohn von Corsico                                     | Themiorma, Königstochter der Skythen                                             | Feldherr der Goten, starb angeblich im 39. Jahr seiner Regierung |
| 17   | Gunderich, Sohn von Fredebald                                   | Elissa von Spanien (Granada)                                                     | soll in 53 Regierungsjahren ein gewaltiger Kriegsheld gewesen sein, der u. a. Spanien eroberte, zahlreiche Kirchen plünderte und zerstörte |
| 18   | Genserich, Sohn von Gunderich                                   | Eudoxa, Tochter Kaiser Theoderichs                                               | soll seine Frau mit deren zwei Töchtern aus Rom „hinweggeführt“ haben und im 37. Jahr seiner Regierung in Afrika gestorben sein |
| 19   | Visilaus II., Sohn von Genserich                                | Adolla von Sachsen                                                               | angeblich zeitweise Heerführer der Goten, starb im 16. Jahr seiner Regierung |
| 20   | Alaric II., Sohn von Visislaus                                  | Theodora von Burgund                                                             | starb angeblich nach 31 Jahren Regierungszeit |
| 21   | Alberich (II.), Sohn von Alaric II.                             | Syrisca, Königstochter der Sarmaten                                              | soll durch die Heirat sein und das Reich der Sarmaten in Frieden verbunden haben, auch sonst in „ruhsamen Frieden“ gelebt und 29 Jahre regiert haben |
| 22   | Johannes, Sohn von Alberich II.                                 | Euphemia von Norwegen                                                            | starb nach angeblich 40 Jahren Regierungszeit |
| 23   | Radagast (III.), Sohn von Johannes                              | Gubertina von Spanien (Granada)                                                  | soll gegen die Markomannen und Soraben gezogen sein |
| 24   | Visislaus III., Sohn von Radagast                               | Haziga von Dänemark                                                              | führte angeblich 29 Jahre das Reich der Herulen, Wenden und Sarmaten |
| 25   | Aritbert, Sohn von Radagast                                     | Berta, Schwägerin von Kaiser Karl der Große                                      | war angeblich im Kriegsdienst bei Kaiser Karl dem Großen, dessen Schwägerin er heiratete, soll im 36. Jahr seiner Regierung gestorben sein |
| 26   | Billung, Sohn von Aritbert                                      | Medea, Königstochter der Sarmaten                                                | soll über ein Gebiet von der Weichsel bis an die Weser geherrscht haben und um 986 nahe seiner Burg Megalopolis ein Nonnenkloster (gemeint wohl Neukloster) begründet haben, zunächst getauft zog er später gegen alle Christen und zerstörte alles Christliche in seinem Land |
| 27   | Mstivoj, Sohn von Billung                                       | Sophia von Ungarn                                                                | Marschalk vertauscht hier irrtümlich die Namen Mizilaus und Mistevo, die Beziehung zu Billung ist konstruiert, nach heutiger Ansicht ist Billung wahrscheinlich der Taufname Mstivojs                                                                                          |
| 28   | Mstislav, Sohn von Mstivoj                                      | Margareta, Tochter Kaiser Heinrich II.                                           | Christ, 1018 gestürzt |
| 29   | Udo, Sohn von Mistevo                                           | Marina von Dänemark                                                              | getauft, vorheriger Name Pribignew, 1028 ermordet |
| 30   | Gottschalk, Sohn von Udo                                        | 1) Simbulla, Königstochter der Sarmaten 2) Syritha (Sigrid) von Dänemark         | eifriger Missionar im eigenen Land, 1066 erschlegen |
| 31   | Bute, Sohn von Gottschalk                                       | Ida von Rügen                                                                    | lebte am Hof des Herzogs von Sachsen, 1073 o. 1075 von Kruto in eine Falle gelockt und erschlagen |
| 32   | Heinrich, Sohn von Gottschalk                                   | Slawina von Rügen                                                                | wuchs in Dänemark auf, schlug 1093 ein Aufgebot der (heidnischen) Slawen und ließ sich in Lübeck nieder, förderte die Missionierung unter den slawischen Stämmen, gestorben 1127                                                                                               |
| 33   | Swantepol, Sohn von Heinrich                                    | (nicht genannt)                                                                  | Herrscher in Wagrien, wegen Förderung des Christentums 1128 ermordet |
| 34   | Svinico, Sohn von Swantepol                                     | (nicht genannt)                                                                  | letzter seines Geschlechtes, 1129 erschlagen |
| 35   | Niklot, Sohn von Bute/Budivoj                                   | (nicht genannt)                                                                  | Stammesfürst 1127–60; Niklots Herkunft als Sohn von Budivoj ist nicht belegbar, hier von Marschalk für die Ahnenfolge konstruiert |
| 36   | Pribislaw, Sohn von Niklot                                      | Woizlawa von Norwegen                                                            | Stammesfürst 1160–64; Lehnsherr 1167–78 |
| (37) | Heinrich Borwin I., Sohn von Pribislaw                          | Mathilde von Sachsen                                                             | Herrschaft 1178 bis 1227; die zweite Gattin hieß Adelheid |
| (38) | Heinrich Borwin II., Sohn von Heinrich Borwin I.                | (Sophia?) Christine von Schweden                                                 | Stammhalter der Fürstenlinie, starb vor seinem Vater |
| (39) | Johann I., Sohn von Heinrich Borwin II.                         | Luitgart von Henneberg                                                           | Fürst 1234–64; Mecklenburgische Hauptlandesteilung mit seinen Brüdern |
| (40) | Heinrich I., Sohn von Johann I.                                 | Anastasia von Pommern                                                            | Regent 1264–75 und 1299–1302 |
| (41) | Heinrich II., Sohn von Heinrich I.                              | 1) Beatrix von Brandenburg 2) Anna von Sachsen-Wittenberg                        | Regent 1287–98, Mitregent 1298–1302, Fürst 1302–29 |
| (42) | Albrecht II., Sohn von Heinrich II. aus 2. Ehe                  | Eufemia Eriksdotter                                                              | ab 1329 Regent unter Vormundschaft, ab 1336 selbständig, Herzog 1348–79 |
| (43) | Albrecht III., Sohn von Albrecht II.                            | 1) Richardis von Schwerin 2) Agnes von Braunschweig                              | 1364–89 König von Schweden, regierender Herzog 1384–1412 |
| (44) | Magnus I., Sohn von Albrecht II.                                | (Agnes?) Elisabeth von Pommern-Wolgast                                           | Herzog 1383/84 |
| (45) | Johann IV., Sohn von Magnus I.                                  | 1) Judith/Jutta von Hoya 2) Katharina von Sachsen-Lauenburg                      | 1384–95 Alleinregent, dann bis 1422 Mitregent |
| (46) | Heinrich IV., Sohn von Johann IV.                               | Dorothea von Brandenburg                                                         | 1422–77 Herzog |
| (47) | Magnus II., Sohn von Heinrich IV.                               | Sophie von Pommern                                                               | 1477–1503 regierender Herzog |
| (48) | Balthasar, Sohn von Heinrich IV.                                | Margarete von Pommern                                                            | 1503–07 Mitregent |
| (49) | Heinrich V., Sohn von Magnus II.                                | 1) Ursula von Brandenburg 2) Helene von der Pfalz 3) Ursula zu Sachsen-Lauenburg | 1503–47 Mitregent mit seinem Bruder Albrecht VII., dann bis 1552 mit seinem Neffen Johann Albrecht I. |
| (50) | Johann Albrecht I., Sohn von Albrecht VII.                      | Anna von Brandenburg                                                             | 1547–56 Herzog von Mecklenburg-Güstrow, 1556–76 Herzog von Mecklenburg-Schwerin |